# Maracandinus rubrofemoratus
Maracandinus rubrofemoratus is een hooiwagen uit de familie Assamiidae.